# Karl Schweikard von Sickingen
Karl Schweikard von Sickingen (* im 17. Jahrhundert; † 11. März 1711 in Nürnberg) war ein Ritter des Deutschen Ordens.

## Leben
Karl Schweikard stammt aus dem Geschlecht der von Sickingen. Der Sohn von Freiherr Franz Friedrich von Sickingen und Maria Esther von Ostein wurde am 11. November 1669 in Ellingen in den Deutschen Orden aufgenommen und war bis 1671 als Küchen- und Baumeister in der Landkommende Ellingen tätig. 1671 wechselte er diese Ämter gegen die des Tresslers und Hauskomturs. 
Als solcher ging er anschließend nach Sachsenhausen (Frankfurt). Vom Hochmeister wurde er am 23. April 1676 zum Hauskomtur in Freudenthal ernannt. Danach war er in Nürnberg in der Kommende vom 1. August 1681 bis 1682 als Hauskomtur tätig.
Als er am 10. April 1686 auch zum Komtur von Münnerstadt ernannt worden war, was er bis 1685 blieb, ließ er sich in Mergentheim nieder. Hier war er von 1682 bis 1693 als Hofrats- und Regierungspräsident des Hochmeisters tätig.
Bis 1687 war er zugleich Hauskomtur in Mergentheim und wurde am 10. Februar 1685 Ratsgebietiger der Ballei Franken und bis 1687 auch Komtur der Kommenden Regensburg und Gangkofen. 
Seit dem 1. Mai 1687 Komtur zu Nürnberg, verzichtete er 1693 aufgrund einer schweren Erkrankung auf seine politischen Ämter und zog sich in seine Kommende zurück. In ihrer Elisabethkapelle fand er auch seine letzte Ruhestätte.